# Kévin Das Neves
Kévin Das Neves (Clermont-Ferrand, 8 maggio 1986) è un ex calciatore francese, di ruolo difensore.